# Ян Сафаревич
Ян Сафарѐвич (на полски: Jan Safarewicz) е полски езиковед латинист, професор, специалист по индоевропейско и класическо езикознание, балтистика и славистика, преподавател във Вилнюския и Ягелонския университет, където в периода 1965 – 1974 година е ръководител на Катедрата по общо езикознание, член на Полската академия на знанията и Полската академия на науките, председател на Полското лингвистично дружество и Обществото на любителите на полския език.

## Трудове
- Le rhotacisme latin (1932)
- Études de phonétique et de métrique latines (1936)
- Elementy języka greckiego: podręcznik dla polonistów i slawistów (1947)
- Gramatyka historyczna języka łacińskiego (1950)
- Zarys gramatyki historycznej języka łacińskiego: fonetyka historyczyna i fleksja (1953)
- Notes sur les langues italiques (1956)
- Studia językoznawcze (1967)
- Zarys historii języka łacińskiego (1986)